# Josvainiai
Josvainiai est un village de la municipalité du district de Kėdainiai au centre de la Lituanie. Il est situé à 10 kilomètres au sud-ouest de Kėdainiai. 

## Histoire
La ville avait un château médiéval attaqué de nombreuses fois par les chevaliers Teutoniques.
La ville obtient son Droit de Magdebourg en 1792. 
La ville comptait une importante communauté juive depuis le XVIIe siècle. Lors du recensement de 1897, ses membres sont 534 et constituent 40 % de la population totale.  
La plupart seront expulsés lors de la Première Guerre mondiale, durant leur absence, une grande partie de la ville brûle. Certains reviennent après la guerre, ils sont 270 membres avant la Seconde Guerre mondiale. Ils seront assassinés au cours de l'été 1941 lors d'une exécution de masse perpétrée par un Einsatzgruppen qui fera 282 victimes, 86 hommes, 110 femmes et 86 enfants,.